# Boharigau
Boharigau (nep. बोहरीगाउँ) – gaun wikas samiti w zachodniej części Nepalu w strefie Mahakali w dystrykcie Darchula. Według nepalskiego spisu powszechnego z 2001 roku liczył on 676 gospodarstw domowych i 3864 mieszkańców (2006 kobiet i 1858 mężczyzn).